# Pasiphila lunata
Pasiphila lunata là một loài bướm đêm trong họ Geometridae.